# Autruy-sur-Juine
Autruy-sur-Juine è un comune francese di 749 abitanti situato nel dipartimento del Loiret nella regione del Centro-Valle della Loira.
Il comune dista a circa 70 km da Parigi.

## Società

### Evoluzione demografica
Abitanti censiti